# Cyrtandra elegans
Espèce
Classification APG III (2009)
Cyrtandra elegans est une espèce de plantes à fleurs de la famille des Gesneriaceae trouvée sur l'île de Nouvelle-Guinée.

## Publication originale
- Schltr. Bot. Jahrb. Syst. 58: 329 1923.